# Mariánsko-Lázeňský potok
Mariánsko-Lázeňský potok (Čertova strouha, Mlýnský, Na Mlýnku) je přítok Vltavy na 61,1 km zleva. Pramení v Praze nad Malou Chuchlí v přírodním parku Radotínsko-Chuchleský háj u kaple Panny Marie, odkud teče východním směrem.

## Parametry
Délka toku potoka je 0,72 km, průměrný podélný spád 8,5 %, plocha povodí 1,25 km² a dlouhodobý průměrný průtok Qa činí 3,0 l/s. Pro značné zahloubení, vysoký spád a přímost toku je koryto kapacitní na Q100.

## Pramen

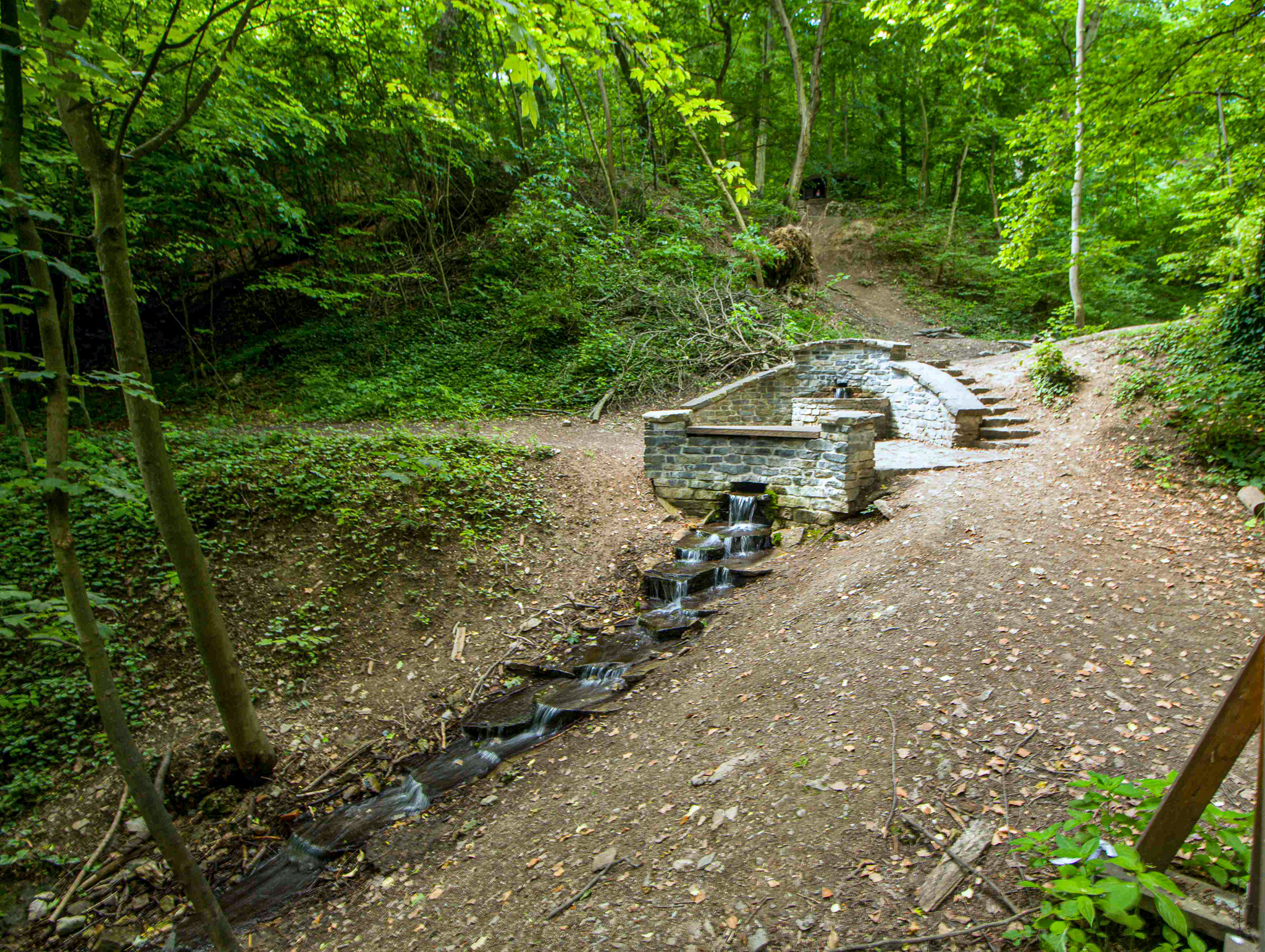
Veřejně přístupný vývěr pramene

Potok pramení za kovovými dvířky pod oltářem kaple Panny Marie, která byla nad pramenem vystavěna. Voda je vedena trubkou pod podlahou kaple a dál pod zemí k měřícímu objektu ČHMÚ, kde je měřena vydatnost pramene.
Pramen napájí studánku, která je vybudována 50 metrů východně od kaple. Tvoří ji kamenná prohnutá zídka s jezírkem. V roce 2017 byla zrekonstruována, vyzděna a doplněna o kamenné jezírko, do kterého voda přepadá z kamenného chrliče. Okolní prostor byl vydlážděn kamennou dlažbou, na kterou navazují kamenné schody a štěrkové cesty; odtok tvoří kamenná kaskáda.
Vodárna do roku 1984 zásobovala obyvatele Malé Chuchle pitnou vodou. Roku 1986 se stala součástí pozorovací sítě podzemních vod Českého hydrometeorologického ústavu.
Vydatnost pramene se trvale pohybuje okolo 2,5 l/s. Podzemní voda je vápenato-hořečnato-uhličitano-síranového typu se slabě alkalickým pH a zvýšenou mineralizací. Je přesycena kalcitem, který se sráží ve formě travertinu a vytváří typické inkrustace v korytě potoka. Kvalita vody jeví známky antropogenního znečištění. Obsahy dusičnanů a chloridů jsou dlouhodobě vyšší, než připouští vyhláška o pitné vodě.

## Průběh toku

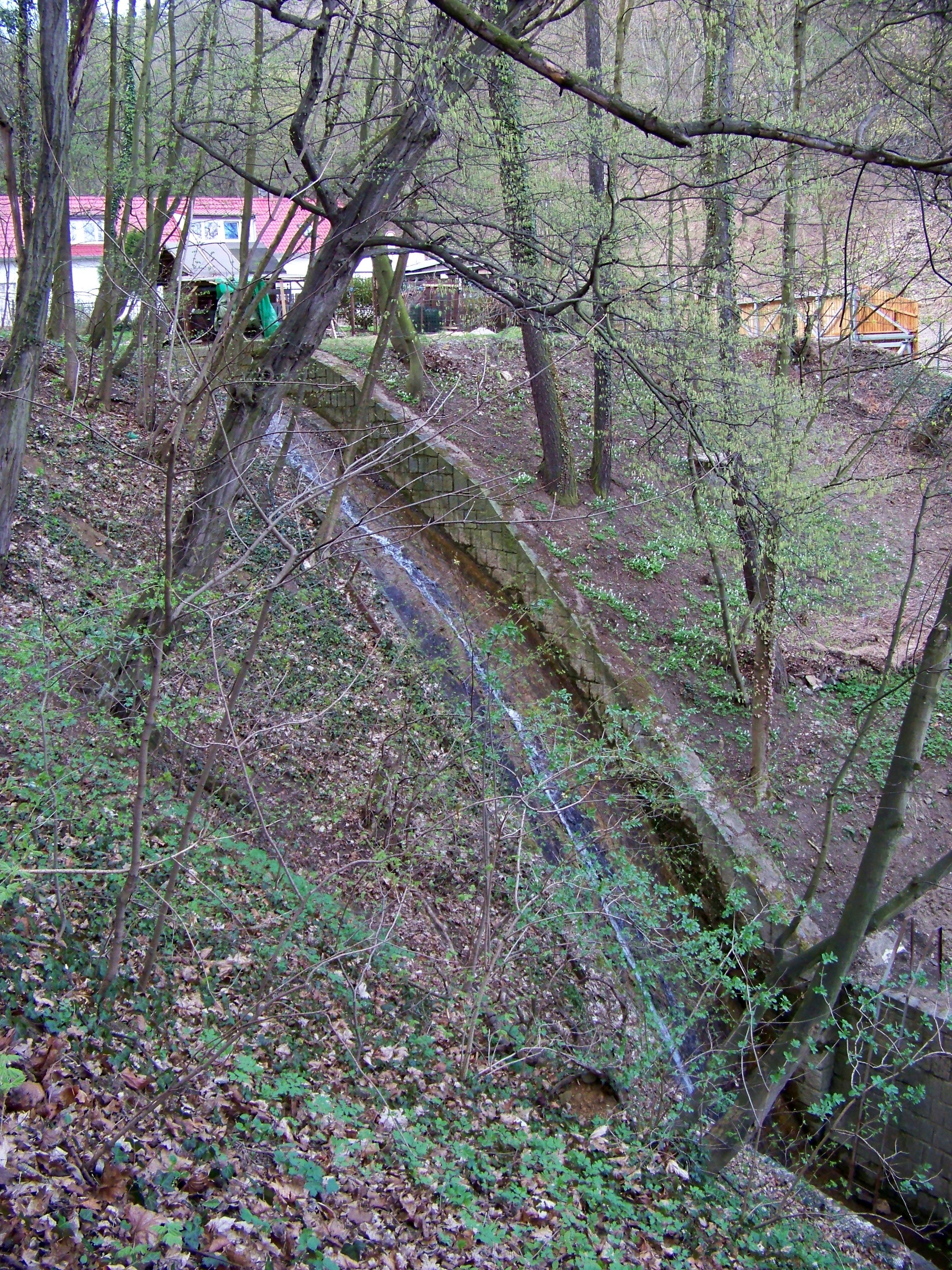
zděný vodopád, kterým potok překonává těleso železničního tunelu

Za studánkou z potoka vpravo odbočuje náhon. Potok teče vlevo, protéká kolem bývalého cukrovaru (původně mlýn), nad kterým je menší vodní nádrž napájená náhonem. U cukrovaru se potok s odtokovým kanálem z vodní nádrže spojují. Poté teče voda vrchem přes železniční tunel trati vedoucí z Radotína do Vršovic (postaven 1952–1954), jehož těleso překonává umělým zděným vodopádem. Koryto potoka bylo při stavbě tunelu přeloženo nad pasem č. 34. Za vodopádem je naveden do podzemní štoly pod domem čp. 44 (z roku 1840), který je postaven přímo nad potokem. Za domem teče v umělém korytě pod náměstím až k místu nad objektem barokního kostela Narození Panny Marie. Odtud vede podél ulice V Lázních, podtéká ulici Zbraslavská, železniční trať Praha-Plzeň a ulice Podjezd a Strakonická. Za Strakonickou se po několika metrech vlévá do Vltavy.

## Rekonstrukce
Koryto potoka bylo v jeho dolní části v roce 2017 rekonstruováno a vyčištěno.

## Turismus
Podél potoka prochází turistické značené cesty  3129 a  6006 a cyklotrasa A1.

## Stavby
- Malochuchelský mlýn
- Vodopád v Malé Chuchli